# Кулун (Красноярский край)
Кулун — село в Ужурском районе Красноярского края России. Административный центр Кулунского сельсовета.

## География
Село расположено в 1 км к западу от районного центра Ужур.
Село расположено в 356 км от Красноярска.

## Население
| 2010 |
| ---- |
| 1338 |

## Улицы
Количество: 14.
- ул. Береговая
- ул. Ленина
- ул. Полевая
- ул. Спортивная
- ул. Механизаторов
- ул. Геологическая
- ул. Новая
- ул. Почтовая
- ул. Школьная
- ул. Марьясова
- ул. Главная
- ул. Новосёлов
- ул. Рыбозаводская
- ул. Юбилейная

## Люди, связанные с селом
Пётр Марьясов (уроженец села) — Герой Советского Союза.

## Здания
- Спортивный комплекс «Сокол» — самый крупный спорткомплекс в Ужурском районе.[5][6][7]

## Интересный факт
315 лет назад, вместо села Кулун, около реки Кулунки были построены 18 мельниц.